# Крех
Крех (Mergus) — рід водоплавних птахів родини качкових.

## Загальна характеристика
Крехи населяють переважно лісові ландшафти з водоймами в Євразії, Північній та Південній Америці. Вони віддають перевагу внутрішнім водоймам, тільки крех середній є звичайним у морських біотопах.
Це великі або середні за розміром качки. Мають типову для водоплавних птахів будову — тіло видовжене, сплюснуте у спинно-черевній площині. Забарвлення типове для видів, що живляться рибою — темне зверху і світле знизу. Оперення має коричневі, та/або зелені відтінки, більшість має слабко виражений «чуб». Крехи добре пірнають, основу їхнього раціону складає риба, яку вони утримують зубцями, розміщеними по краях видовженого дзьоба (у більшості качок замість них наявні плоскі рогові пластини).
Гнізда влаштовують або в дуплах дерев, або в укритті під камінням або кущами, зазвичай недалеко від річок, озер або моря.

## Таксономічні стосунки
Починаючи з 1980-х рр. два види, які раніше відносили до роду Mergus, виділяють у самостійні роди. Це крех малий (Mergellus albellus), якого виділяють у монотиповий рід Mergellus та американський вид крех жовтоокий (Lophodytes cucullatus), який виділяють у рід Lophodytes. Крім згаданих родів близьку спорідненість з крехами мають гоголі (Bucephala).
У цілому представники родів Mergus, Lophodytes, Mergellus і Bucephala мають подібну біологію, у тому числі унікальну серед усіх гусеподібних анатомічну особливість: виїмка у задній частині грудної клітки відсутня, а отвори закриті кісткою.

## Види
Рід нараховує 5 видів, у тому числі 1 вимерлий в історичний час, а також 2 викопних:
- †Крех оклендський (Mergus australis) (вимерлий бл. 1902)
- Крех великий (Mergus merganser)
- Крех бразильський (Mergus octosetaceus)
- Крех середній (Mergus serrator)
- Крех китайський (Mergus squamatus)

Викопні:
- Mergus miscellus існував у середньому міоцені (бл. 14 млн років тому), був виявлений у штаті Вірджинія.
- Mergus connectens існував у ранньому плейстоцені (бл. 1—2 млн років тому) на території Центральної і Східної Європи.
- Mergus milleneri, пізній плейстоцен.